# Роуз Лесли
Роуз Лесли (на английски: Rose Leslie) е шотландска театрална и филмова актриса, носителка на награда на БАФТА и номинирана за награда на „Гилдията на киноактьорите“. Известни продукции с нейно участие са филма „Най-добре сега“ и сериалите „Арестувани зад граница“, „Престъпления от миналото“, „Имението Даунтън“ и „Игра на тронове“. През 2014 г. заема 61-во място в класацията „Най-желаните жени“ на специализирания мъжки интернет портал „AskMen“.

## Биография
Роуз Лесли е родена на 9 февруари 1987 г. в Абърдийн, Шотландия, в семейството на Кандида Мери Лесли и Себастиян Лесли. Баща ѝ е глава на клан Лесли за област Абърдийншър. Роуз израства в замъка „Ликлихед“ (Lickleyhead), който е собственост на нейния род от 500 години. Семейството ѝ са собственици и на замъка „Уортхил“ (Warthill) в Абърдийншър, който е построен през 12 век.
Роуз първо учи в местно начално училище в Абърдийн, а след това в частното училище „Милфилд“ в Съмърсет, Англия. От 2005 г. започва да учи актьорско майсторство в престижната „Лондонска академия за музикално и драматично изкуство“. Дипломира се с бакалавърска степен през 2008 г.

## Кариера
Дебютът ѝ е през 2008 г. в епизод от документалния сериал на „Нешънъл Джиографик“ –„Арестувани зад граница“. През 2009 г. участва в телевизионния филм „Нов град“ („New Town“), за ролята си в който получава шотландска награда БАФТА в категория „нов талант“. През 2010 г. участва в постановката „Bedlam“, която се играе в театър „Глобус“ и в сериала „Имението Даунтън“. През 2011 г. взима участие в сериала „Престъпления от миналото“ („Case Histories“). През 2012 г. участва в сериала „Вера“ („Vera“) и във филма „Най-добре сега“, в който си партнира с Дакота Фанинг и Кая Скоделарио.
От 2012 до 2014 г. играе ролята на Игрит в суперпродукцията на HBO – „Игра на тронове“. През 2014 г. участва в сериалите „Утопия“ („Utopia“), „Blandings“ и „The Great Fire“. През 2015 г. си партнира с Вин Дизел във филма „Последният ловец на вещици“.

## Филмография
- „Арестувани зад граница“ (документален сериал, 2008)
- „Нов град“ (Тв филм, 2009)
- „Имението Даунтън“ (сериал, 2010)
- „Престъпления от миналото“ (сериал, 2011)
- „Вера“ (сериал, 2012)
- „Най-добре сега“ (2012)
- „Игра на тронове“ (сериал, 2012 – 2014)
- „Утопия“ (сериал, 2014)
- „Меден месец" (2014)
- „Blandings“ (сериал, 2014)
- „The Great Fire“ (сериал, 2014)
- „Последният ловец на вещици“ (2015)